# Johannes Strasser (Basketballspieler)
Johannes Strasser (* 13. Juni 1982 in Dachau, Bayern) ist ein deutscher Basketballtrainer und ehemaliger Spieler. Er spielte in der Basketball-Bundesliga auf der Position des Aufbauspielers.

## Karriere

### Spieler
Strasser spielte für den TSV Dachau in seiner Heimatstadt und zwischen 1999 und 2001 für den Zweitligisten Rhöndorf.
Von 2001 bis 2007 gehörte der 1,89 m große Strasser dem Kader von RheinEnergie Köln an (ab 2007: Köln 99ers) und gewann mit dem Verein 2006 die deutsche Meisterschaft. Er war damit der einzig Verbliebene aus dem Ursprungskader der ersten Erstligasaison, in der REK – damals noch unter Svetislav Pesic – Vizemeister wurde.
Zu Beginn der Spielzeit 2007/08 wechselte Strasser dann zu den Telekom Baskets Bonn, bei denen er einen Vertrag bis zum Ende der Saison 2008/09 erhielt. Im Juli 2009 verlängerte Strasser seinen Vertrag in Bonn bis zum Ende der Saison 2009/2010. Nach dieser Spielzeit unterschrieb er einen Ein-Jahres-Vertrag bei den Artland Dragons. Zur Saison 2011/2012 verlängerte er seinen Vertrag bei den Quakenbrückern. Strasser spielte bis zum Sommer 2013 für die Mannschaft.
Nach einem Trainerwechsel hin zu Tyron McCoy verließ Strasser nach drei Jahren den Verein. Strasser kehrte daraufhin ins Rheinland zurück und schloss sich den RheinStars Köln aus der 2. Regionalliga West an. Dort wollte er mithelfen, dass die Nachfolger der Köln 99ers in einigen Jahren wieder im Profi-Basketball vertreten sind. Mit den RheinStars gelang Strasser der direkte Aufstieg in die 1. Regionalliga. In der Sommerpause 2014 gab Strasser aufgrund anhaltender Knie-Beschwerden sein Karriereende bekannt.

### Trainer
Strasser wurde daraufhin weiter in den Verein eingebunden und arbeitete ab der Saison 2014/2015 als Assistenztrainer der RheinStars Köln und war zudem im Management des Clubs tätig. Am 9. Dezember 2014 gab der Verein den Rücktritt des Cheftrainers Mario Kyriasoglou bekannt und Strasser übernahm seinen Posten. In dieser Funktion gelang ihm noch in derselben Saison der Gewinn des Meistertitels in der Regionalliga West. Anschließend legte er das Amt nieder, um sich seinem Studium zu widmen.
Ab November 2016 war Strasser hauptamtlich in der Geschäftsstelle der RheinStars angestellt und leitete das Schulprojekt des Kölner Vereins. Im März 2017 wurde er nach der Entlassung von Arne Woltmann bis Saisonende Assistent dessen Nachfolgers Matt Dodson. Nach dem Abstieg der Kölner in die Regionalliga im Jahr 2019 übernahm Strasser erneut das Amt des Cheftrainers bei den RheinStars. Nach dem Ende der Saison 2020/21 gab Strasser sein Traineramt in Köln ab und wurde als Grundschullehrer beruflich tätig.

## Erfolge

### Als Spieler
- 2000 Meisterschaft 2. Liga Nord mit SER Rhöndorf
- 2000 Deutsche Junioren-Nationalmannschaft
- 2002 Deutscher Vizemeister mit RheinEnergie Köln
- 2003 Deutsche A2 Nationalmannschaft
- 2003 Deutscher Vizepokalsieger mit RheinEnergie Köln
- 2004 Deutscher Pokalsieger mit RheinEnergie Köln
- 2004 Berufung in die deutsche Nationalmannschaft
- 2005 Deutscher Pokalsieger mit RheinEnergie Köln
- 2006 Deutscher Meister mit RheinEnergie Köln
- 2006 Champions-Cup-Sieger
- 2007 Deutscher Pokalsieger mit RheinEnergie Köln
- 2008 Deutscher Vizemeister mit den Telekom Baskets Bonn
- 2009 Deutscher Vizepokalsieger mit den Telekom Baskets Bonn
- 2009 Deutscher Vizemeister mit den Telekom Baskets Bonn
- 2012 Nominierung für das Beko-BBL Allstar-Game
- 2014 Meisterschaft der 2. Regionalliga West mit den RheinStars Köln

### Als Trainer
- 2015 Meisterschaft der 1. Regionalliga West mit den Rheinstars Köln

## Sonstiges
Im Videospiel Pokémon Schwarze und Weiße Edition kann man gegen einen Charakter antreten, der an Johannes Strasser angelehnt ist. Es handelt sich um einen Basketballspieler mit dem Namen Jay-Jay.